# روبرت سميث (لاعب كريكت بريطاني)
روبرت سميث (1 فبراير 1982 في المملكة المتحدة - )  (بالإنجليزية: Robert Smith)‏ هو لاعب كريكت بريطاني. لعب مع Cumbria County Cricket Club ‏.

## وصلات خارجية
1. ↑  CricketArchive (بالإنجليزية), QID:Q2117742